# Conservadorismo libertário
Conservadorismo libertário ou libertarismo conservador é um termo usado para se referir a diferentes propostas ideológicas que buscam combinar a política econômica libertária de direita e elementos do conservadorismo social na política ou na filosofia moral. Não é um corpo ideológico sistematizado, portanto não há definição concreta de quais medidas específicas um "conservadorismo libertário" implica.
Na ciência política, o termo é usado para se referir às ideologias que combinam a defesa de princípios econômicos, tais como o liberalismo econômico, o respeito pelos contratos e, principalmente, a defesa da propriedade privada e da economia de mercado.
A primeira proposição do conservadorismo libertário é a defesa das liberdades negativas do Estado como forma de alcançar social e culturalmente finalidades conservadoras. É consenso entre conservadores libertários a defesa da maior liberdade econômica e da menor regulação governamental possível (descrito como "governo pequeno"). Eles conciliam essa postura espelhada no laissez-faire com uma filosofia conservadora que enfatiza a moralidade e a liberdade civil em aspectos pontuais como, por exemplo, armamento civil e vacinação facultativa.
Originado e principalmente presente nos EUA, o conservadorismo libertário prioriza a liberdade de expressão, a liberdade de escolha e o capitalismo de livre mercado ao mesmo tempo que rejeita a engenharia social do liberalismo moderno.
Hans-Hermann Hoppe, Ludwig von Mises, Murray Rothbard, Lew Rockwell, Richard Epstein, Milton Friedman, Friedrich Hayek, Albert Jay Nock, Richard Posner, Peter Schiff, Thomas Sowell, David Stockman, Peter Thiel, and Walter E. Williams são frequentemente descritos como conservadores libertários. Rand e Ron Paul, políticos estadunidenses que já disputaram presidência do país pelo Partido Republicano, são líderes do Movimento Tea Party, e exemplos de políticos conservadores libertários.

## História
Na década de 1950, Frank Meyer, um proeminente colaborador da revista National Review, chamou sua própria combinação de conservadorismo e libertarismo de "fusionismo".
Em 1975, numa entrevista com a revista Reason, Ronald Reagan chegou a afirmar acreditar que "o próprio coração e alma do conservadorismo é o libertarismo". Ron Paul apoiou a campanha presidencial de Reagan e fez campanha ativamente para Reagan em 1976 e 1980. Contudo, posteriormente, Paul se tornou crítico de Reagan, votando contra propostas orçamentárias de 1981 devido ao seu alto déficit.
Na década de 1980, libertários conservadores como Ron Paul e Murray Rothbard criticaram Reagan e seu governo por, entre outras razões, terem transformado o grande déficit comercial dos EUA em dívida e tornar o país numa nação devedora pela primeira vez desde a Primeira Guerra Mundial.
Sendo antiguerra e anti-imperialismo, Rothbard se tornou decano do libertarismo de direita nos EUA. Após seu distanciamento da Nova Esquerda, Rothbard envolveu o movimento libertário leal a ele com o crescente movimento paleoconservador. Sugerindo que libertários precisavam de um novo perfil cultural que os tornassem mais aceitáveis para pessoas social e culturalmente conservadoras, ele criticou a tendência dos preponentes do libertarismo de "’espíritos livres’, para pessoas que não querem pressionar outras pessoas, e que não querem ser pressionados" em contraste com "a maior parte dos americanos", que "podem muito bem ser conformistas rígido que querem erradicar as drogas em sua vizinhança, expulsar pessoas com hábitos de vestimenta estranhos, etc.", embora ressaltando que isto era relevante por uma questão de estratégia.
Na década de 1990, Rothbard e Lew Rockwell descreveram suas visões sobre conservadorismo libertário como paleolibertarismo. Numa declaração inicial sobre essa posição, Rockwell e Jeffrey Tucker defenderam um "libertarismo especificamente cristão". Posteriormente, Jeffrey Tucker passou a se considerar apenas libertário. Esses libertários continuaram sua oposição a "todas as formas de intervenção governamental - econômica, cultural, social, internacional" ao mesmo tempo que defendiam o conservadorismo cultural. Os paleolibertários se opuseram a um libertarismo licencioso que defendia a "liberdade da moralidade burguesa e da autoridade social". Rockwell afirmou mais tarde ter abandonado essa autodescrição porque as pessoas a confundiram com o paleoconservadorismo que libertários como Rockwell rejeitaram.
Em 2001, Edward Feser enfatizou que o libertarismo não exige que os indivíduos que o apoiam rejeitem valores tradicionais. Para ele, o libertarismo apoia a liberdade, a privacidade e o fim da guerra às drogas (contra drogas como maconha) sem alterar valores pessoais. Defendendo a fusão do conservadorismo tradicionalista com o libertarismo e rejeitando a ideia de que o libertarismo requer apoio ao liberalismo cultural, Feser deu a entender que uma questão central para aqueles que partilham o seu ponto de vista é "a preservação da moralidade tradicional, particularmente da moralidade sexual tradicional, com a sua idealização do casamento e a sua insistência em que a atividade sexual seja confinada aos limites dessa instituição, mas também uma ênfase geral na dignidade e na temperança em detrimento da autoindulgência e da vida dissoluta".
Em Democracia: O Deus Que Falhou, publicado pela primeira vez em 2001, Hans-Hermann Hoppe argumentou que libertários devem sem conservadores. Hoppe defende a livre associação de indivíduos e sua organização na forma de comunidades contratuais, reconhecendo o papel da discriminação, boicote e "remoção física" para preservar os termos definidos por cada comunidade e manter a "ordem libertária". Dessa forma, os indivíduos têm a liberdade de afastar opositores do propósito da organização social para garantir um maior grau civilizatório, assim como resume sua polêmica declaração: "a importância, sob circunstâncias claramente definidas, de discriminar comunistas, democratas e defensores habituais de estilos de vida alternativos e não centrados na família, incluindo homossexuais". Para Hoppe, é justificável os direitos dos proprietários de estabelecer comunidades privadas, das quais homossexuais (ativistas) e dissidentes políticos podem ser "removidos fisicamente" caso se oponham aos príncipios das comunidades estabelecidos em contrato. Para esclarecer sua declaração, Hoppe diz que seu ponto dificilmente tem alguma diferença da Igreja Católica excomungar aqueles que violam seus conceitos fundamentais, ambos se tratando de organizações de livre associação e regras internas. Hoppe apoia limites restritivos à imigração, que os críticos argumentam que está em desacordo com o libertarismo. Em contraste com Walter Bock, Hoppe argumentou que o libertarismo não precisa ser visto como exigindo fronteiras abertas e atribuiu o "entusiasmo da fronteira aberta" ao "igualitarismo". Embora defender a "anarquia de mercado" em preferência a ambas, Hoppe legitima a superioridade da monarquia à democracia, sustentando que os monarcas provavelmente serão melhores administradores do território que afirmam possuir do que os políticos democratas, cujos horizontes de tempo podem ser mais curtos.
Em sua obra, o escritor Nelson Hultberg aponta que existe "um terreno filosófico comum" entre os libertários e o conservadorismo estadunidense, surgido nos anos 1930 em oposição ao New Deal. Segundo ele, o verdadeiro movimento conservador foi, desde o início, uma mistura de libertarismo político, conservadorismo cultural, e o não-intervencionismo deixado pelos Pais Fundadores dos Estados Unidos. Ele ainda alega que o conservadorismo libertário foi "apoderado" pelos neoconservadores e pelos inimigos formados para lutar contra os fundadores da República. Dentre eles, os fabianos, os new dealers, os progressistas, os globalistas,os intervencionistas, os militaristas, os engenheiros sociais e o que ele chama de "turma coletivista".
Thomas DiLorenzo escreveu que conservadores libertários acreditam que a maneira de limitar governo é se fazer cumprir a Constituição dos EUA. No entanto, Dilorenzo aponta que os fundadores da Constituição acreditavam que ela seria aplicada pelos cidadãos livres, desvinculados de Estados Soberanos e do Poder Judiciário. DiLorenzo levanta que os poderes acumulados pelo Estado durante a Guerra Civil Estadunidense derrubaram a Constituição de 1787.
A obra Freedom and Virtue: The Conservative/Libertarian Debate, de George W. Carey, retrata estudos que descrevem a tensão entre a liberdade e a moralidade como a principal fronteira que divide as duas filosofias.